# Рібейран (Португалія)
Рібейран (порт. Ribeirão; МФА: [ʁi.bɐj.ˈɾɐ̃w]) — парафія в Португалії, у муніципалітеті Віла-Нова-де-Фамалікан. Розташована в північно-західній частині країни, на теренах історичної португальської провінції Дору-Міню. Входить до складу округу Брага. За адміністративним поділом, чинним до 1976 року, терени парафії були складовою провінції Міню. Належить до Бразької архідіоцезії Католицької церкви. Патрон — святий Мамант. Площа — 10,2909 км². Населення — 8828 ос. (2011). Середньо урбанізований регіон. Густота населення — 857,85 осіб/км²
. Код — 031235.

## Населення
| Кількість мешканців | Кількість мешканців | Кількість мешканців | Кількість мешканців | Кількість мешканців | Кількість мешканців | Кількість мешканців | Кількість мешканців | Кількість мешканців | Кількість мешканців | Кількість мешканців | Кількість мешканців | Кількість мешканців | Кількість мешканців | Кількість мешканців |
| ------------------- | ------------------- | ------------------- | ------------------- | ------------------- | ------------------- | ------------------- | ------------------- | ------------------- | ------------------- | ------------------- | ------------------- | ------------------- | ------------------- | ------------------- |
| 1864                | 1878                | 1890                | 1900                | 1911                | 1920                | 1930                | 1940                | 1950                | 1960                | 1970                | 1981                | 1991                | 2001                | 2011                |
| 990                 | 1 141               | 1 335               | 1 470               | 1 703               | 1 894               | 2 269               | 2 636               | 3 539               | 4 297               | 5 729               | 6 850               | 7 169               | 8 298               | 8 828               |